# مابي (لعبة فيديو)
مابي (بالإنجليزية: Mappy) ، هي لعبة فيديو آركيد طورت في 1983 بواسطة نامكو. مابي هي لعبة صعود ونزول بين شخصيات تبدو في العادة شخصيات كرتونية وهي القطط والفئران. الشخصية الرئيسية في اللعبة هو الفأر نفسه. اسم مابي جاء من كلمة مابو وهو مصطلح ياباني عامي يعني شرطي.

## طريقة اللعب
ليقود اللاعب الفأر الشرطي مابي خلال قصر القطط الذي يدعون موكيز ليسترجع الأشياء المسروقة. يستخدم اللاعب زريّ اليمين واليسار ليحرك مابي لليمين واليسار بينما يستخدم زر آخر ليفتح الأبواب ويغلقها. لدى القصر 6 طوابق من الأروقة حيث الأشياء المسروقة مخبأة. هذه الأشياء المسروقة هي:
- راديو (100 نقطة)
- تلفاز (200 نقطة)
- حاسوب (300 نقطة)
- لوحة موناليزا (400 نقطة)
- خزنة (500 نقطة)

يتحرك مابي والقطط عبر القفز على الترامبولاين الموجودة في أنحاء مختلفة من القصر. كلاهما يمكنهما أن يهبطا في أي طابق وهما في طريقهما لأعلى لكن ليس في طريقهما لأسفل. إذا كانا يمران في الهواء فإن مابي لن يتأذى، لكنه يجب أن يهرب من القطط إذا كانوا على أحد الطوابق حتى لا يخسر حياة.
الترامبولاين ينقطع إذا قفز عليه مابي أربع مرات متتالية، وكل مرة يقفز مابي على الترامبولاين يتغير لونه، ولونه الأصلي هو الأخضر، وبعد القفزة الأولى أزرق، بعد القفزة الثانية المتتالية أبيض، بعد القفزة الثالثة المتتالية أحمر. إن قفز مابي مرة أخرى متتالية على الترامبولاين فسينقطع. إذا انقطع الترامبولاين وكان تحته مباشرة ترامبولاين آخر فسينجو مابي، لكن إذا لم يكن تحته شيء أو كان تحته أرض أحد الطوابق فسيخسر مابي حياة. ليعود الترامبولاين لطبيعته يجب أن يلمس مابي الأرض. القفز على الترامبولاين يُكسب اللاعب عشر نقاط.
بالإضافة للموكيز، هناك رئيس القطط نيامكو أيضاً يتجول في القصر، واسم نيامكو جاء من اسم الشركة «نامكو» وأيضاً من نيانكو وهو في اليابانية رئيسة القطط. نيامكو سُمي غورو في الإطلاق الأمريكي. وهو أسرع من الموكيز لكنه أقل عدوانية منهم. نيامكو خلال الأدوار يختبئ وراء الأشياء المسروقة المختلفة، وإذا أخذ مابي هذا الشيء يحصل اللاعب على 1000 نقطة. يختبئ نيامكو وراء الشيء المسروق فقط لثلاث ثواني. يظهر نيامكو دائماً وحيداً، بينما يظهر الموكيز في المراحل الأولى كمجموعة من 3 قبل مرحلة البونس الأولى ثم يصيرون مجموعة من 4 قبل مرحلة البونس التالية، وهكذا.
العديد من الأروقة لها أبواب، يمكن لمابي أن يفتحها أو يغلقها في وجه الموكيز أو نيامكو. بعض هذه الأبواب أبواب خاصة، وهي أبواب ذات أمواج ميكروويفية، تصدر عند فتحها أمواج ذات ألوان قوس قزح وتبعد أي قط يوجد في طريقها إلى خارج المنزل. وأول قطتان تبعدان تكسبا اللاعب 200 نقطة بينما إذا أربع تكسب اللاعب 400 نقطة. تظهر القطط بعد فترة قصيرة من إبعادها من خلال مركز السطح في أعلى القصر.
تنتهي المرحلة عندما يكمل مابي استرجاع جميع الأشياء المسروقة. إذا مكث مابي طويلاً فستظهر إشارة "hurry" أي بسرعة، وستُسرع الموسيقى الموضوعة للاعب وسيزيد الموكيز من سرعته ويضاف اثنان من الموكيز. إذا مكث مابي طويلاً بعدها ستظهر عملة غوسنزو وهي زرقاء عليها وجه نيامكو وهي يمكنها إيذاء مابي حتى في الهواء.
بعد كل مرحلة ثالثة هناك مرحلة بونس حيث لا قطط والكثير من الترامبولاين يقفز عليها ويجمع الخمسة عشرة بالوناً متفرقاً وهي حمراء ويحصل اللاعب على بونس إذا حصل على البالونات جميعها قبل نهاية الموسيقى حيث تنتهي المرحلة، هذا إذا لم يقطع الترامبولاين ويقع. وإذا حصل على بالون نيامكو فسيحصل على 2000 نقطة بالإضافة إلى 200 نقطة من كل بالون ليحصل على ما مجموعه 5000 نقطة.
بعد كل مرحلة بونس يضاف شيء جديد للعب، فبعد مرحلة البونس الأولى يمكن لمابي أن يتحرك في سطح القصر، وبعد مرحلة البونس الثانية يضاف جرسين للقصر الذي إذا ضرب الجرس وسقط على أحد الموكيز يحصل على 300 نقطة وإذا سقط على نيامكو يحصل على 1000 نقطة.
هناك 256 مرحلة للعبة، مثل با مان وبت-8، المرحلة الأخيرة من اللعبة مرحلة عادية لكنها أصعب من المعتاد. عندما يُكمل اللاعب هذه المرحلة والتي تُسمى أيضاً المرحلة 0 يعود اللاعب من جديد للمرحلة الأولى.

## وصلات خارجية
- مابي (لعبة فيديو) على موقع القائمة القاتلة لألعاب الفيديو
- مابي at the Arcade History database
- [وصلة مكسورة], a full webpage devoted to Mappy.